# Inhaxiô Suharyo Hardjoatmodjo
Inhaxiô Suharyo Hardjoatmodjo (sinh 1950) là một Hồng y người Indonesia của Giáo hội Công giáo Rôma. Ông hiện là Tổng giám mục chính tòa Tổng giáo phận Jakarta, Chủ tịch Hội đồng Giám mục Indonesia và Tổng Tuyên úy Quân đội Indonesia. Ông cũng từng là Tổng giám mục chính tòa Tổng giáo phận Semarang và Giám quản Tông Tòa Giáo phận Bandung.

## Tiểu sử
Tổng giám mục Inhaxiô Suharyo Hardjoatmodjo sinh ngày 9 tháng 7 năm 1950 tại Sedayu, thuộc Indonesia. Sau quá trình tu học dài hạn tại các cơ sở chủng viện, ngày 26 tháng 1 năm 1976, ở tuổi 26, Phó tế Hardjoatmodjo tiến đến việc được thụ phong linh mục. Tân linh mục cũng là thành viên của linh mục đoàn Tổng giáo phận Semarang.
Với hơn 20 năm thực hiện các công tác mục vụ trong sứ vụ linh mục, ngày 21 tháng 4 năm 1997, tin tức từ Tòa Thánh cho biết Giáo hoàng đã quyết định tuyển chọn linh mục Inhaxiô Suharyo Hardjoatmodjo làm Tổng giám mục chính tòa Tổng giáo phận Semarang. tân Tổng giám mục đã được cử hành các nghi thức truyền chức sau đó vào ngày 22 tháng 8 cùng năm, với sự tham dự của ba giáo sĩ cấp cao chủ sự nghi lễ. Chủ phong cho vị tân chức là Hồng y Julius Riyadi Darmaatmadja, S.J., Tổng giám mục Tổng giáo phận Jakarta. Hai vị khác trong vai trò phụ phong, là Tổng giám mục Pietro Sambi, Quyền Sứ thần Tòa Thánh tại Indonesia và Giám mục Blasius Pujoraharja, Giám mục chính tòa Giáo phận Ketapang. Tân giám mục đã chọn cho mình châm ngôn:Serviens Domino cum omni humilitate.
Ngày 25 tháng 7 năm 2009, Tòa Thánh bất ngờ cho thông cáo thông tin về việc điều chuyển Tổng giám mục Semarang Inhaxiô Suharyo Hardjoatmodjo về làm Tổng giám mục Phó Tổng giáo phận Jakarta. Gần một năm sau đó, ngày 28 tháng 6 năm 2010, ông chính thức kế nhiệm trở thành Tổng giám mục chính tòa Jakarta.
Ngoài mục vụ tại các giáo phận, từ ngày 2 tháng 1 năm 2006, ông còn là Tổng Tuyên úy Quân đội Indonesia. Từ tháng 12 năm 2011, ông còn đảm nhận vai trò Giám quản Tông Tòa cho Giáo phận Bandung. Nhiệm vụ này kết thức ngày 3 tháng 6 năm 2014. Từ tháng 11 năm 2012 đến nay, ông còn là Chủ tịch Hội đồng Giám mục Indonesia.
Ngày 1 tháng 9 năm 2019, Giáo hoàng Phanxicô loan tin thăng Tổng giám mục Hardjoatmodjo lên hàng hồng y vào ngày 5 thàng 10 năm 2019.